# 索尔·希夫
所罗门·约瑟夫·希夫（英語：Solomon Joseph Schiff，1917年6月28日—2012年2月26日），出生于纽约，犹太裔美国男子乒乓球运动员。他曾获得2枚世界乒乓球锦标赛金牌和1枚铜牌。